# 천수전주
천수전주(天壽殿主, 생몰년 미상)은 고려의 왕족으로, 현종과 원화왕후의 둘째 딸이다.

## 생애
고려의 제8대 국왕인 현종(顯宗)과 원화왕후(元和王后) 최씨(崔氏)의 딸로 태어났다.
《고려사》 열전에는 '천수전주 역시 원화왕후의 소생이다.(天壽殿主, 亦元和王后所生)'라는 한구절 외에 천수전주와 관련한 어떠한 기록도 남아있지 않다.

## 가족 관계
- 조부 : 안종(安宗, ? ~ 996)
- 조모 : 헌정왕후 황보씨(獻貞王后 皇甫氏, ? ~ 992 / 993)
  - 아버지 : 현종(顯宗, 992 ~ 1031)
- 외조부 : 성종(成宗, 960 ~ 997)
- 외조모 : 연창궁부인 최씨(延昌宮夫人 崔氏, 생몰년 미상) - 최행언의 딸
  - 어머니 : 원화왕후 최씨(元和王后 崔氏, 생몰년 미상)
    - 언니 : 효정공주(孝靖公主, ? ~ 1030)